# Sylva Telluriana
Sylva Telluriana (abrevido Sylva Tellur.) es un libro con ilustraciones y descripciones botánicas que fue escrito por el  polímata, naturalista, meteorólogo, y arqueólogo estadounidense de origen franco-germano-italiano, Constantine Samuel Rafinesque. Fue publicado en el año 1838 con el nombre de Sylva Telluriana. Mantis Synopt. New genera and species of trees and shrubs of North America.